# Giovanni Marco Pitteri
Giovanni Marco Pitteri ou encore Marco Alvise Pitteri né à Venise le 24 mai 1702 et mort dans la même ville le 4 août 1786  est un graveur italien de la fin de l'époque baroque actif dans sa ville natale. 

## Biographie
Il a gravé des portraits densément incisés avec des ombres de qualité presque photographique. On dit qu'il a été formé par Giovanni Antonio Faldoni et qu'il a gravé dans le style de Mellan . 
Il grave un dessin de Saint Philippe par Piazzetta, dans l'atelier duquel il travaille. Il eut comme élève Giovanni Domenico Lorenzi .

## Galerie d'images

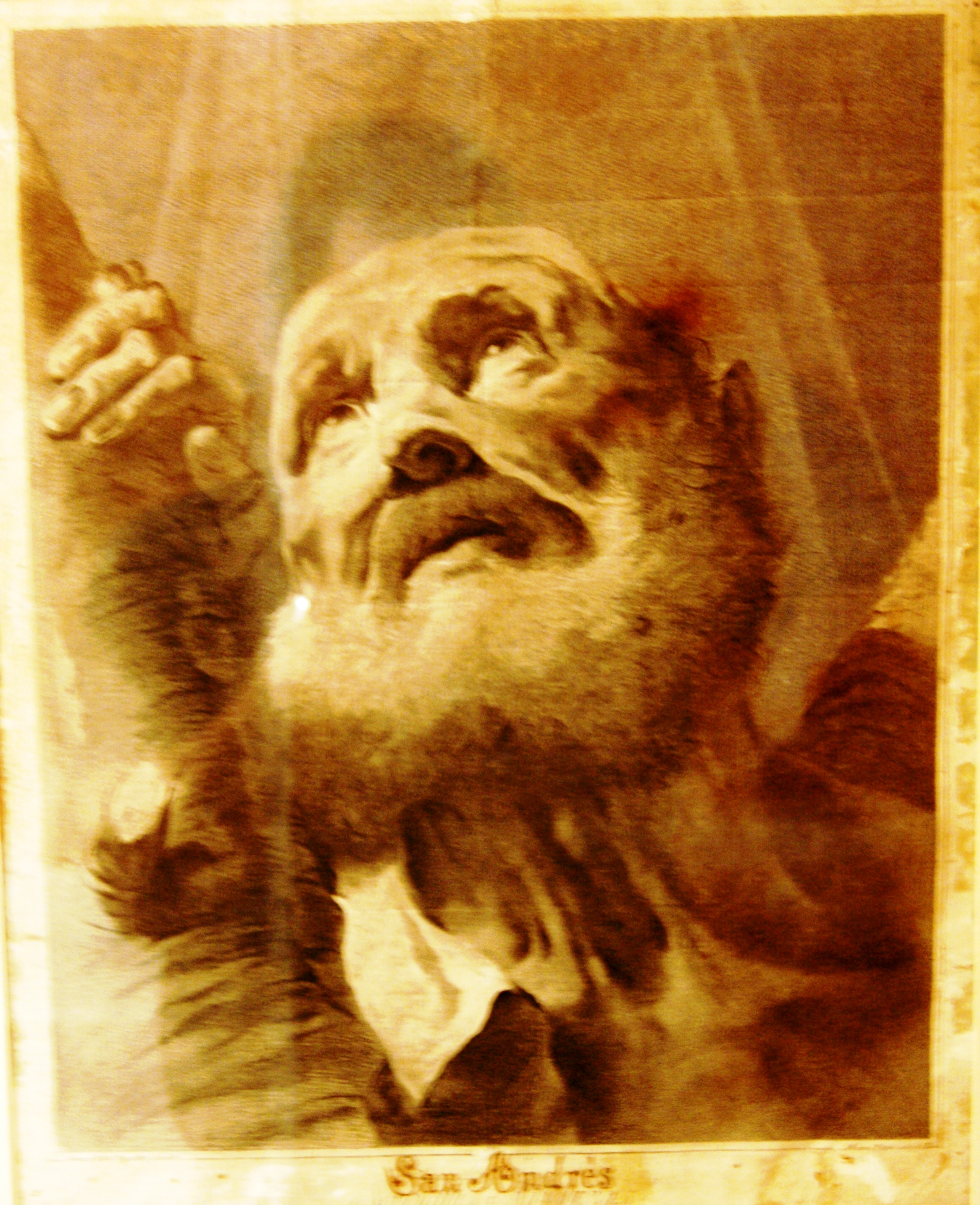
Saint André
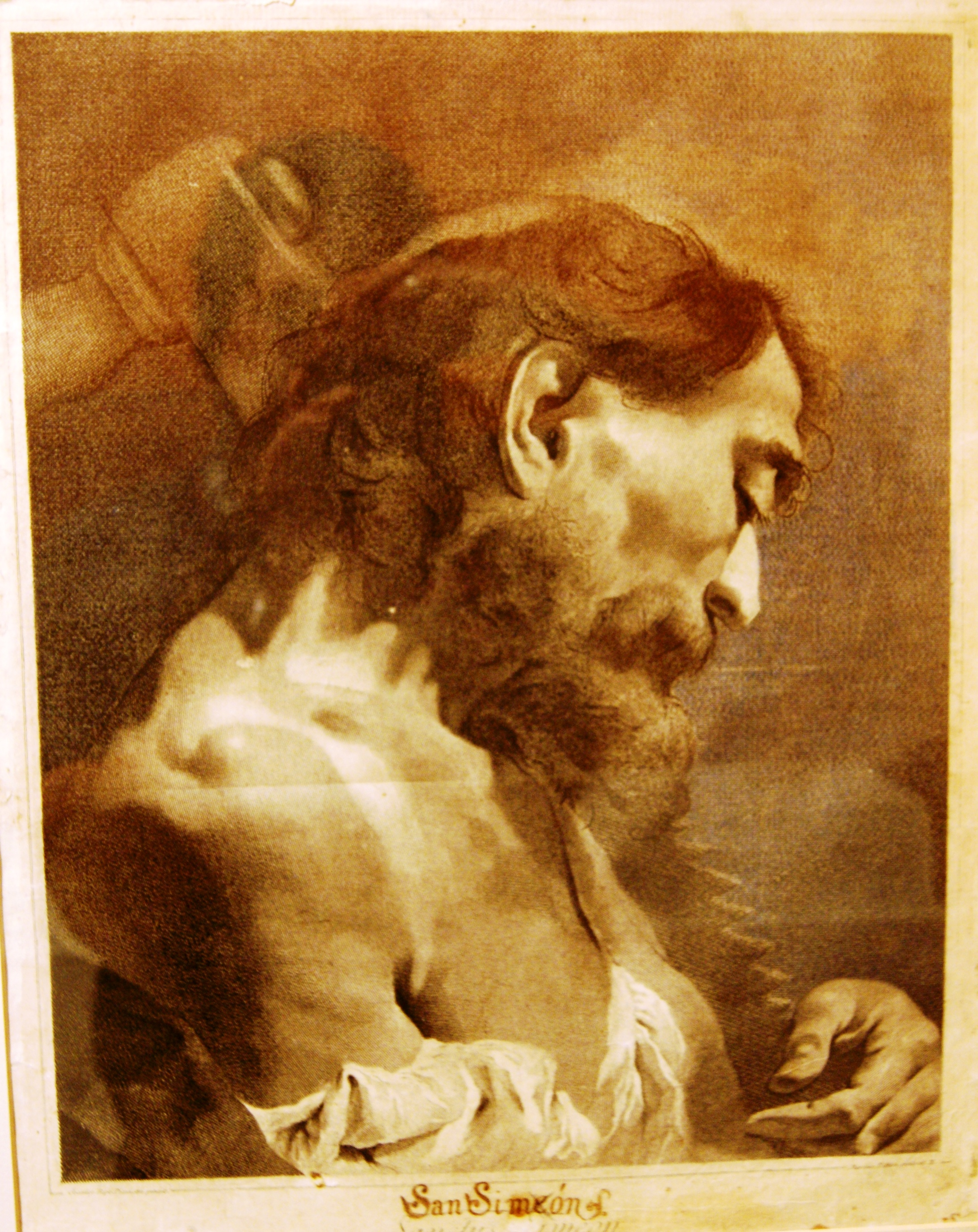
Saint Simon
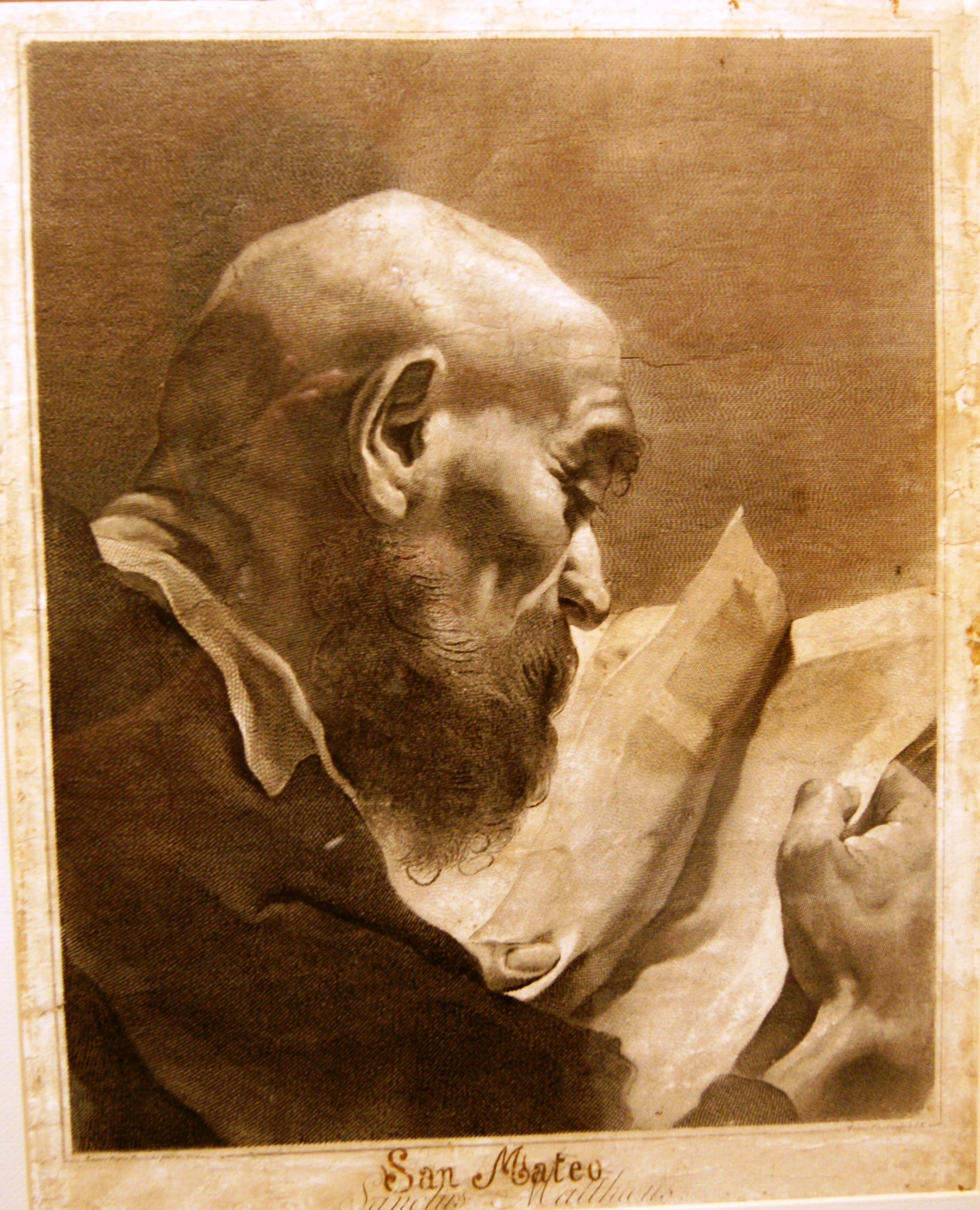
Saint Matthieu
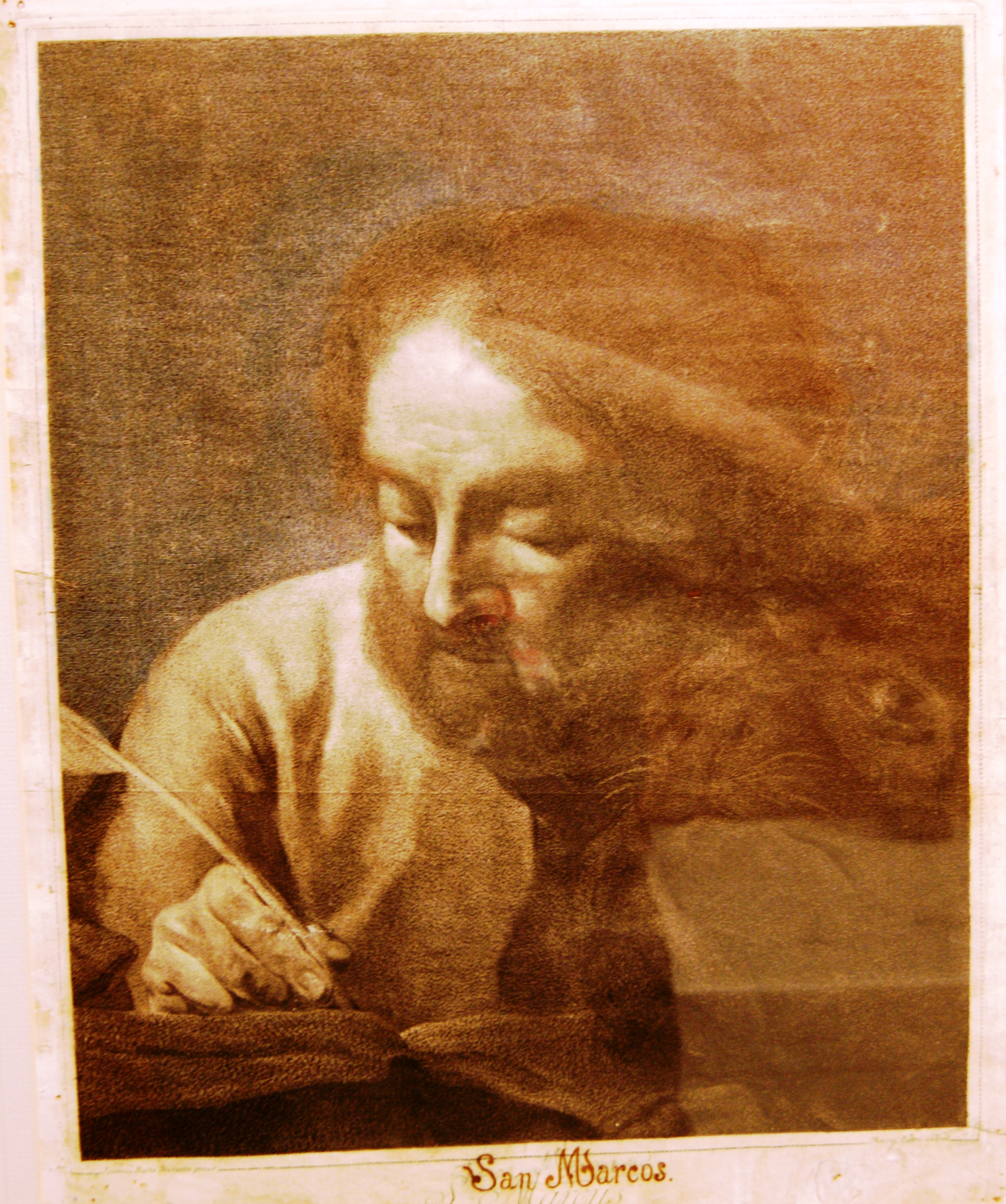
Saint Marc
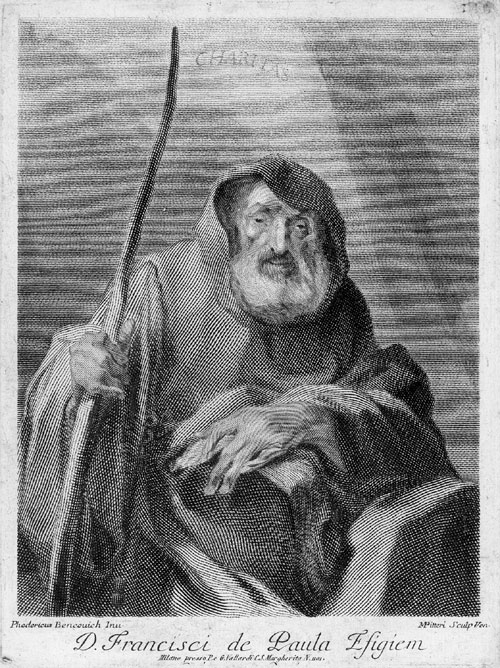
Saint François de Paule (eau-forte d'après Federico Bencovich )
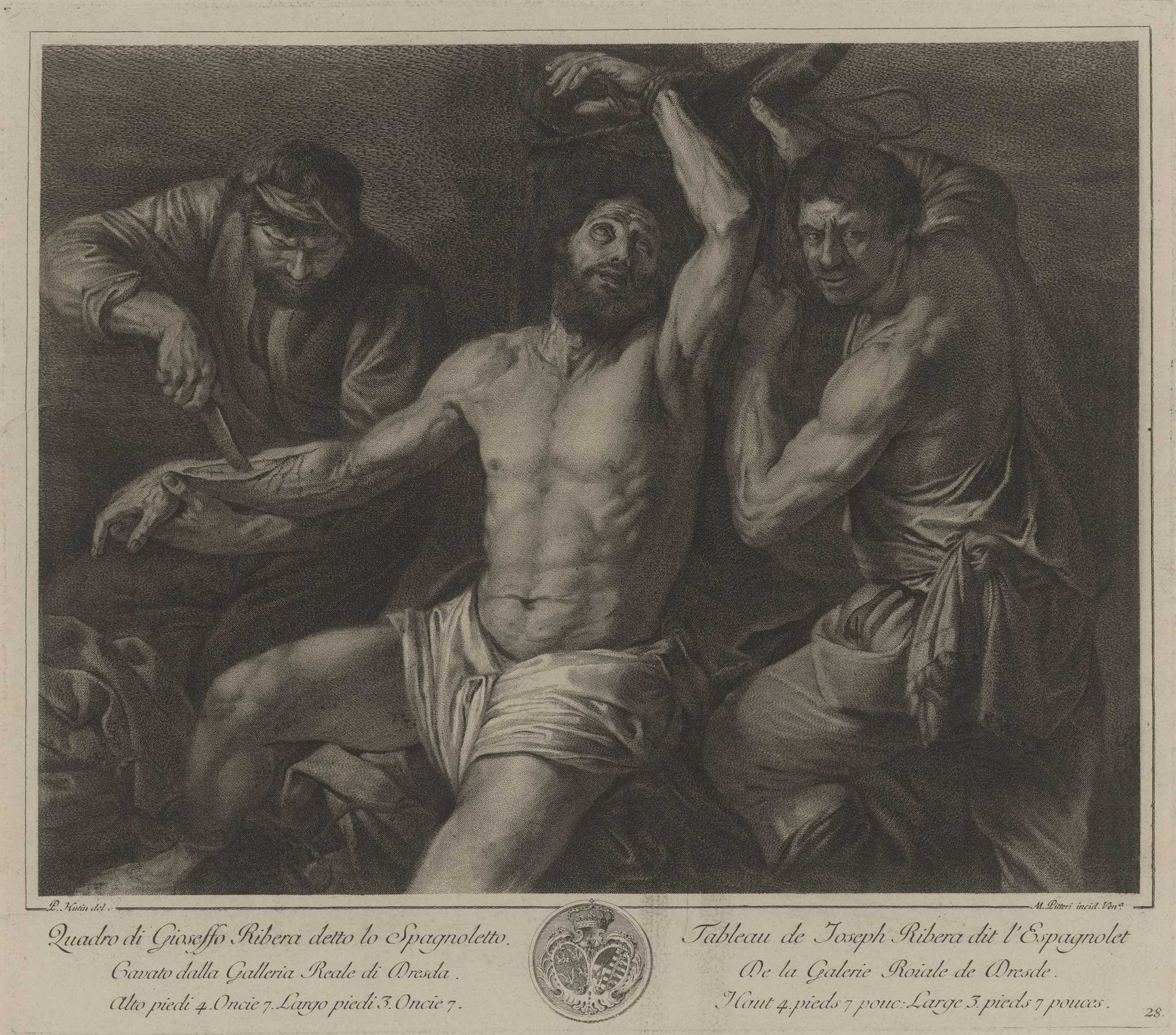
Martyre de saint Barthélemy, d'après Ribera (1750, gravure sur cuivre)
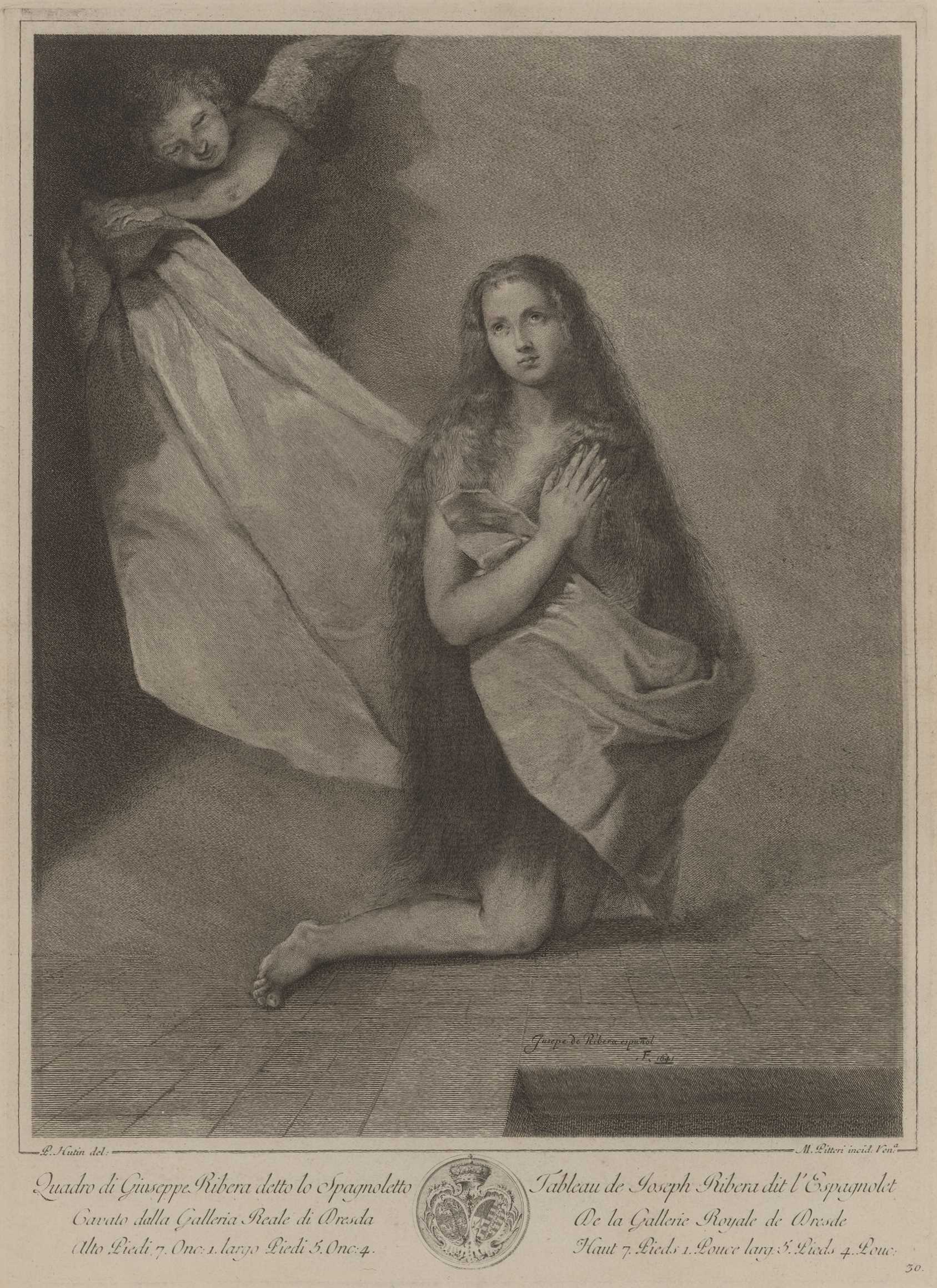
Sainte Agnès, d'après Ribera (1750, gravure sur cuivre)
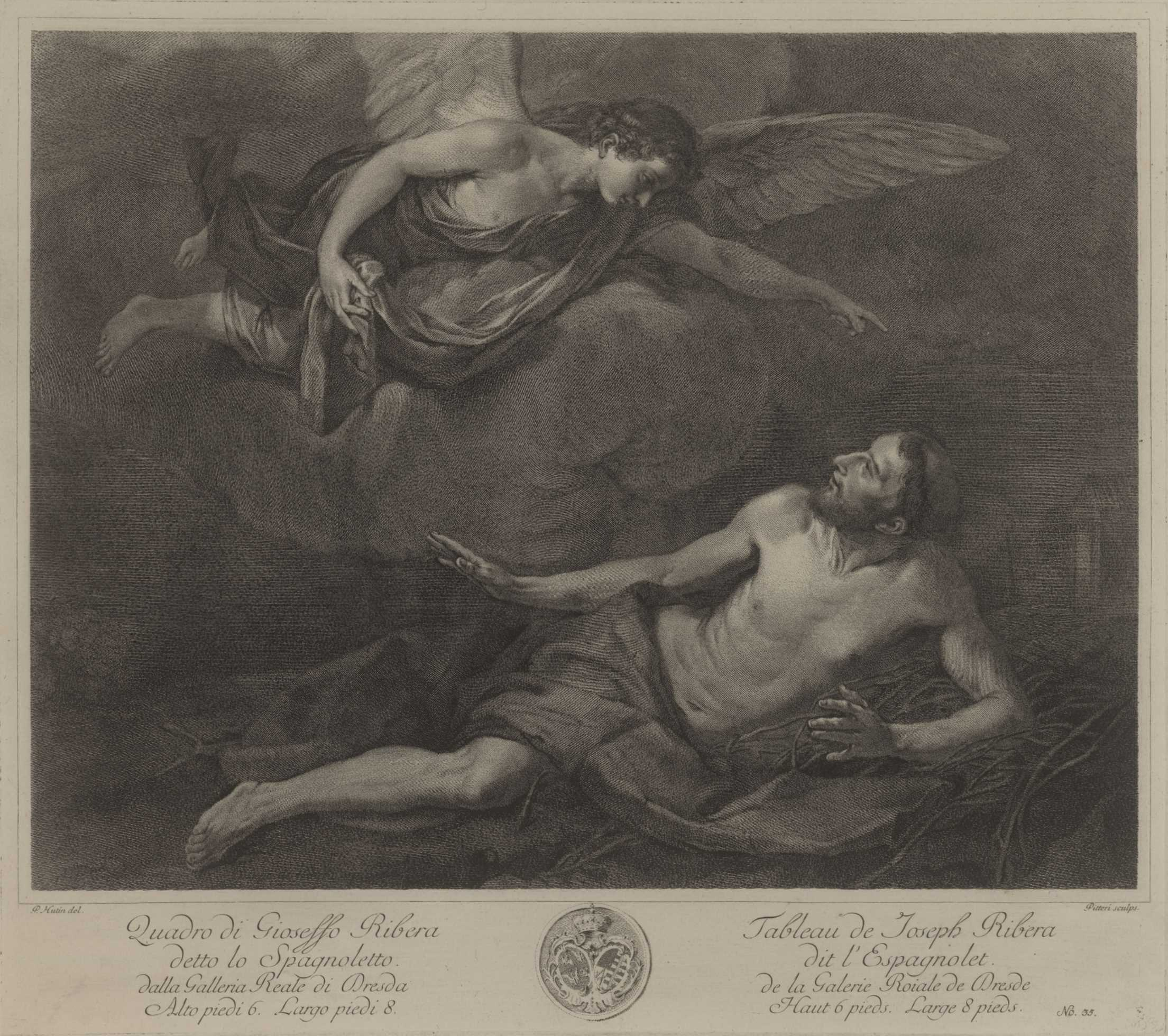
Saint François d'Assise, d'après Ribera (1750, gravure sur cuivre)
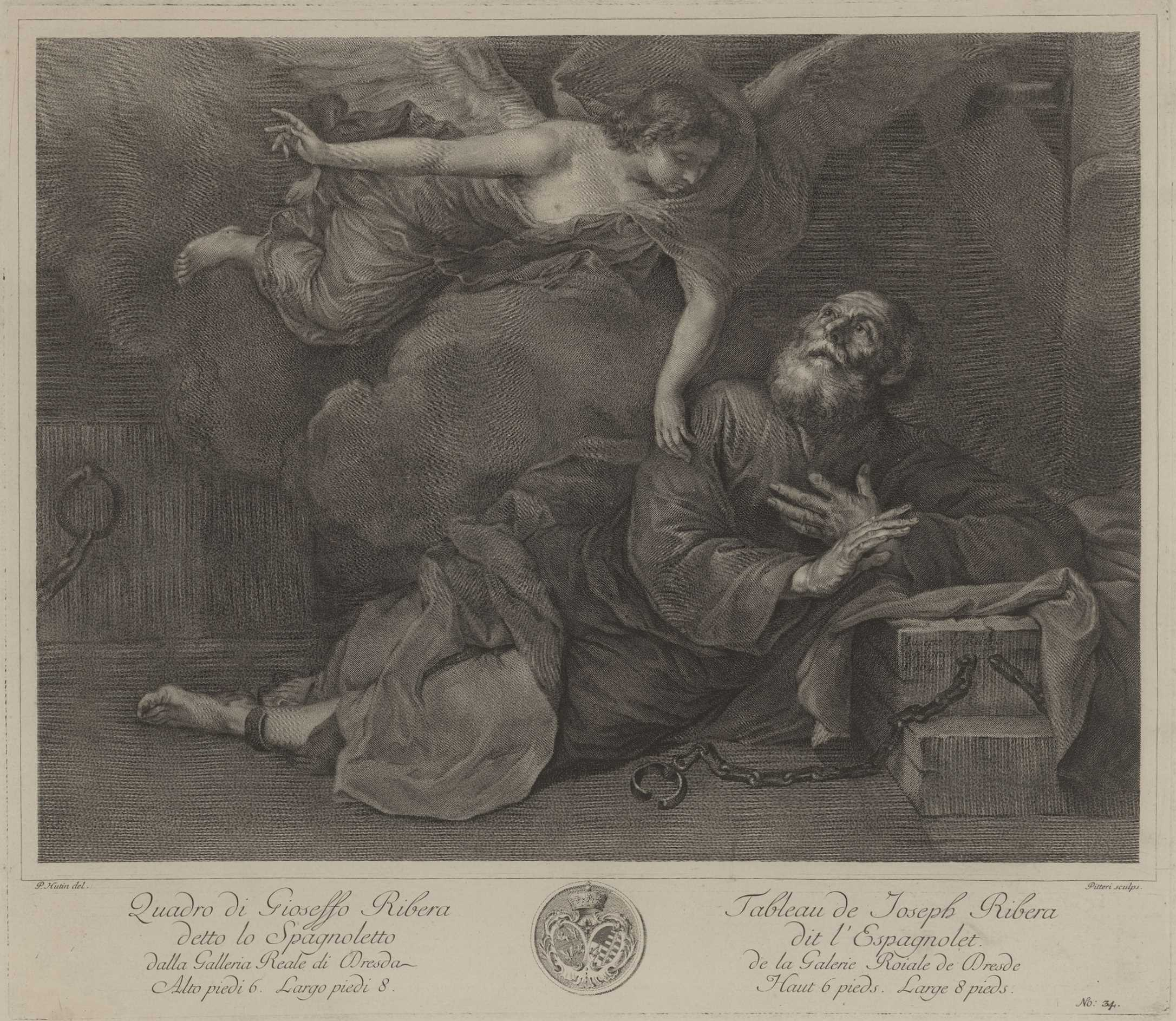
Libération de Saint Pierre, d'après Ribera (1750, gravure sur cuivre)